# Поток (Железнікі)
Поток (словен. Potok) — поселення в общині Железнікі, Горенський регіон, Словенія. Висота над рівнем моря: 806,2 м.